# Centymetr
Centymetr (symbol: cm) – jednostka długości, podwielokrotność metra, równa 10−2 m, czyli 1/100 m. Składa się z 10 milimetrów. Centymetr jest jednostką podstawową w układzie jednostek miar CGS (centymetr gram sekunda). W notacji naukowej można go zapisać jako 1 E-2 m, czyli 1 · 10-2 m.
Choć w obliczeniach naukowych i praktyce inżynierskiej częściej używane są wielokrotności i podwielokrotności układu SI trzech rzędów wielkości (103) — takie jak mili- i kilo- — centymetr jest powszechnie używaną jednostką długości do codziennych pomiarów.
Jeden centymetr sześcienny (1 cm3) odpowiada objętością jednemu mililitrowi (1 ml).
Centymetr odpowiada w przybliżeniu długości paznokcia kciuka dorosłej osoby.